# Nenenia
Nenenia is een kevergeslacht uit de familie van de boktorren (Cerambycidae). De wetenschappelijke naam van het geslacht werd voor het eerst geldig gepubliceerd in 1886 door Pascoe.

## Soorten
Nenenia omvat de volgende soorten:
- Nenenia aurulenta Pascoe, 1886
- Nenenia fasciata (Gahan, 1893)
- Nenenia thoracica Blackburn, 1897
- Nenenia virgata Blackburn, 1897